# Reserva Extrativista Marinha de Caeté-Taperaçu
A reserva extrativista Marinha de Caeté-Taperaçu é uma unidade de conservação brasileira de uso sustentável da natureza, localizada no estado do Pará, com território distribuído pelos municípios de Bragança e Tracuateua.

## Histórico
Caeté-Taperaçu foi criada através de Decreto sem número emitido pela Presidência da República em 20 de maio de 2005, com uma área de 42 489,8 ha. Sua administração cabe atualmente ao Instituto Chico Mendes de Conservação da Biodiversidade (ICMBio).